# Campionati europei di bob 1929
I Campionati europei di bob 1929, prima edizione della manifestazione organizzata dalla Federazione Internazionale di Bob e Skeleton, si sono disputati a Davos, in Svizzera. La località elvetica ha quindi ospitato le competizioni europee per la prima volta in assoluto nel bob a due uomini.

Questa manifestazione ha preceduto di un anno la prima edizione dei campionati mondiali di bob, che si sarebbero tenuti nel 1930 a Caux-sur-Montreux, sempre in Svizzera.

## Risultati

### Bob a due uomini
| Pos. | Atleti                          | Nazione     | Tempo   |     |
| ---- | ------------------------------- | ----------- | ------- | --- |
|      | Eddie van de Pol P.M. Metzelaar | Paesi Bassi | 13:09.6 |     |
|      | M. Volk H. Strelin              | Germania    | 13:11   |     |
|      | B.A.J. Qutram C.M. Qutram       | Regno Unito | ?       |     |
| 4    | Curt van de Sandt Becker        | Paesi Bassi | ?       |     |
| ...  | ...                             | ...         | ...     | ... |

## Medagliere
| Pos.   | Paese       | Oro | Argento | Bronzo | Totale |
| ------ | ----------- | --- | ------- | ------ | ------ |
| 1      | Paesi Bassi | 1   | 0       | 0      | 1      |
| 2      | Germania    | 0   | 1       | 0      | 1      |
| 3      | Regno Unito | 0   | 0       | 1      | 1      |
| Totale | Totale      | 1   | 1       | 1      | 3      |